# Grève des mineurs britanniques de 1974
Pour les articles homonymes, voir Grève des mineurs britanniques.
La grève des mineurs britanniques de 1974 a eu lieu du 12 novembre 1973 au 6 mars 1974 et s'étend à d'autres secteurs, sur fond de premier choc pétrolier causé par la guerre du Kippour, et fait suite aux grève des mineurs de 1969 et grève des mineurs de 1972.
C'est la plus grande grève depuis un demi-siècle au Royaume-Uni, qui dure plus longtemps que prévu, causant des restrictions d’électricité (Three-Day Week): les entreprises n'ont plus le droit d'en consommer que 3 jours consécutifs par semaine, du 13 décembre au 8 mars 1974, le gouvernement conservateur voulant se présenter en rempart face à l'extrémisme de militants communistes et convoquant des élections anticipées qu'il perd très largement en février 1974. Les Libéraux-démocrates gagnent 8 sièges, privant pour 4 sièges les travaillistes d'une majorité absolue qu'ils obtiennent sept mois après lors des élections générales britanniques d'octobre 1974 mais très courte et qui s'érodera peu à peu.
La grève des mineurs pénalise la production d'autres secteurs, aggravant la forte inflation causée par le premier choc pétrolier, puis contribuant à la crise de la livre sterling de 1976, qui entraîne des restrictions salariales et budgétaires imposées par le FMI, qui elles-mêmes déclenchent l'hiver du Mécontentement de 1978-1979 et les élections de février 1979 gagnées par Margaret Thatcher

## Contexte
En 1974, les deux tiers des puits de charbon britanniques et écossais ont été fermés depuis 1958 avec la montée du pétrole arabe ou du gaz, et cette industrie perd "17000 hommes par an". Depuis quelques années, le syndicat des mineurs "n'a cessé de souligner au gouvernement combien il était dangereux de laisser l'industrie nationale tributaire à 50 % des approvisionnements en pétrole", malgré des réserves évaluées à environ deux cents ans de charbon.
Les perspectives économiques étaient alors très déprimées et les experts pessimistes, avec l’envolée du prix du pétrole du premier choc pétrolier, à la suite de la guerre du Kippour, et avec pour le Royaume-Uni en plus la négociation de l'accord de Sunningdale en Irlande du Nord et "les attentats terroristes perpétrés par l'IRA en plein cœur de la Grande-Bretagne" dans la foulée de la tragédie de Bloody Sunday qui le 30 janvier 1972 avait fait 14 mortspuis déclenché "une vague d’attentats sur le sol britannique". En juillet 1972, cinq mois après la précédente grève victorieuse des mineurs, Angus Maude, du Parti conservateur, écrivit un article dans le Sunday Express affirmant que la situation pouvait mener à la chute de la démocratie britannique.

## Déclenchement et déroulement
La peur du rouge, « the Red Scare » était alors "très présente". Même si Edward Heath s'en est toujours défendu, stigmatiser les mineurs en les présentant comme de "dangereux citoyens à la solde du pouvoir soviétique" devait permettre au Parti conservateur d'exploiter cette peur "à des fins électorales" immédiates, par "la désignation d’un ennemi commun". Une sous-partie du manifeste conservateur, intitulé "Firm Action for a Fair Britain" était titrée "The Danger From Within" évoquait "l’impact nocif" des deux grèves de 1969 et 1972. Fin janvier, apparaissent "les sous-entendus de plus en plus fréquents" aux "mauvaises influences" de "certains syndicats plus durs que les autres", plus "politisés", décidés à "détruire le mode de vie britannique", avec la métaphore des "rouges cachés sous le lit".
Dès le 13 novembre 1973, alors que la veille les syndicats annoncent une grève des heures supplémentaires, le gouvernement décrête un état d’urgence, le cinquième en moins de quatre ans, et la Three-Day Week.
Des négociations commencèrent dès le mois de novembre entre le gouvernement, les responsables syndicaux, sans trouver aucun compromis. Fin janvier, la presse dénonce "l'entêtement des gueules noires à refuser les offres du gouvernement".
Le 29 janvier 1974, même le parti travailliste dénonce l'activisme de militants communistes dans les syndicats de mineurs, où ils représentent six des 27 dirigeants, le parti communiste ayant seulement une trentaine de milliers d'adhérents mais parmi ses militants 55 des 354 dirigeants des douze premiers syndicats, tous secteur économiques confondus. Joe Gormley, président du syndicat des mineurs, répond qu'il y a aussi sur ses 26 dirigeabts "13 sociaux-démocrates, dont il fait partie". "Les syndicats menacent-ils de détruire la British way of life ?", titre un article de Nicole Bernheim dans Le Monde le lendemain. "Qui gouverne ?" demandent les conservateurs, explique le journal, en observant que la grève partielle des mineurs et le premier choc pétrolier ont conjointement "jeté le pays" dans "la crise nationale la plus grave depuis la dernière guerre".
La pénurie d'électricité pénalise l'industrie automobile britannique: les chaînes de montage "ne marchent qu'au ralenti, faute d'être ravitaillées en radiateurs, dynamos, ou pneus". Une grève totale des mineurs britanniques de charbon, "si elle se prolongeait, ne manquerait pas de paralyser rapidement" une production iautomobile "qui, pour l'instant, paraît se maintenir de 50 % à 70 % de la normale", observe Le Monde le 6 février 1974 .
Au début du mois de février, il fut donc décidé qu’une élection programmée à la fin du mois pourrait permette de "trouver une sortie à la crise" et le 9 février 1974,Edward Heath appelle ses compatriotes dans une déclaration solennelle à distinguer "entre la vraie et la fausse voix britannique, entre l’authentique et l’étrangère", présentant les mineurs comme n'ayant "aucun respect pour leur pays et aucun patriotisme".

## Grève des cheminots au même moment
Alors que "peu de salariés anglais" ont droit aux quatre semaines de congés payés accordées aux Français en 1968, un autre conflit a cours au même moment, "beaucoup moins populaire", et mobilisant des conducteurs de locomotives, qui a "forcé des milliers d'Anglais, et surtout de Londoniens, à passer des heures d'attente chaque matin et chaque soir sur les quais de gare". Cet autre conflit est jugé "significatif des méthodes d'action de certains syndicats britanniques", au nombre de trois chez les cheminots, avec des surenchères syndicales.

## Violences
La grève de 1974, "en termes de violence", fut bien moins dure" que celle de janvier-février 1972. Cependant, un recours à l’armée "fut sérieusement
envisagé" selon un article de 1980 dans The Guardian, affirmant que des officiers avaient planifié une intervention militaire, notamment pour arrêter le syndicaliste Mick McGahey, membre du Parti communiste anglais.

## Conséquences économiques, sociales et politiques
Le Premier ministre en exercice, Edward Heath, appela à des élections anticipées en février 1974 pour tenter d'apaiser la grève. La victoire de la grève de 1972 puis la chute du gouvernement d'Edward Heath après les élections de février 1974, au résultat pourtant serré, "firent des mineurs les nouveaux héros de la classe ouvrière", mais à moyens termes les conséquences économiques, sociales et politiques de celle de 1974 sont beaucoup plus contestées. La forte inflation causée par la guerre du Kippour puis en juin 1976 le record de faiblesse de la livre sterling par rapport au dollar déclenchent la crise de la livre sterling de 1976.

## Chronologie

### 1969 et suites
- 13 octobre 1969: début de la grève sauvage des mineurs;
- fin octobre 1969: échec et fin de la grève sauvage des mineurs, après un vote des mineurs;
- 1971: le seuil de majorité pour voter une grève abaissé de 66% à 55 %;
- décembre 1971: votes des mineurs en faveur de la grève officielle des mineurs;

### 1972
- 9 janvier 1972: début de la grève officielle des mineurs;
- 11 février 1972: Londres décide de sévères restrictions d'énergie;
- 28 février 1972: la grève officielle des mineurs s'achève, salaires augmentés de 20%;
- 12 juin 1972: augmentations de salaire de 13,5 % des cheminots, fin de leur grève;

### 1973
- 6 octobre 1973: Opération Badr des Egyptiens;
- 17 octobre 1973: sept pays de l'OPEP[6] annoncent diminuer chaque mois de 5 % leur production jusqu'au retrait d'Israël des territoires arabes.
- 24 octobre 1973: fin de la guerre du Kippour;
- 12 novembre 1973: grève des heures supplémentaires;
- 13 novembre 1973: état d’urgence;

### 1974
- 13 décembre au 8 mars 1974: début de la "Three-Day Week";
- 29 janvier 1974: le parti travailliste dénonce les dirigeants communistes des syndicats;
- 5 février 1974: la production automobile à "50 % à 70 % de la normale;
- début février 1974: convocation d'élections anticipées;
- octobre 1974: élections générales britanniques d'octobre 1974

### 1975 et 1976
- 11 juillet 1975: livre blanc « l'attaque contre l'inflation », accepté par 19 votes à 13 à la direction du TUC;
- janvier 1976: le pic d'inflation a atteint 24,5 % au Royaume-Uni;
- juin 1976: record de faiblesse de la livre sterling par rapport au dollar;
- 16 mars 1976: démission surprise du Premier ministre Harold Wilson;
- septembre 1976: marché obligataire quasiment boycotté, l'Angleterre se tourne vers le FMI;

### 1978 et après
- 21 juillet 1978: Denis Healey introduit un nouveau livre blanc;
- 6 juillet: le TUC vote à une large majorité contre;
- automne 1978 : les restrictions salariales imposées par le FMI, déclenchent l'hiver du Mécontentement puis la chute du gouvernement travailliste;
- janvier 1979: l'avance des travaillistes dans les sondages disparait ;
- 12 mars 1984: début de la Grève des mineurs britanniques de 1984-1985.